# Vladimir Jugović
Vladimir Jugović (Milutovac, Serbia, 30 de agosto de 1969) es un exfutbolista serbio. A lo largo de su exitosa carrera ganó dos veces la Liga de Campeones, con Estrella Roja y la Juventus. Es considerado uno de los mejores futbolistas de la historia de Serbia.

## Trayectoria
Fue cedido al Estrella Roja de Belgrado por el FK Trstenik PPT en la temporada 1989/90. Durante este periodo logra ganar la Champions League al Olympique de Marsella en la temporada 1990/91 y en 1991 la Copa Intercontinental a Colo Colo. En este último encuentro destacó anotando dos goles.
Fue fichado por el Sampdoria en 1992, donde pasó tres exitosas temporadas. 
En 1995 es fichado por la Juventus, donde destacó especialmente por su visión y técnica. Con la vecchia signora ganó el scudetto, y la Champions League, anotando en este último el penal decisivo contra el Ajax en la final.
Es traspasado a la Lazio la temporada 1997/1998, donde sería subcampeón de la Copa de la UEFA 1997-98, y un año después al Atlético de Madrid, equipo en el que marcó el gol que le dio la victoria contra el Barcelona el día del centenario del equipo blaugrana. Una temporada después se establece en el Inter de Milán en 1999, donde pasó dos temporadas. 
Termina su carrera en el Rot Weiss Ahlen, después de temporadas en el Mónaco y el VfB Admira Wacker Mödling.

## Selección nacional
Fue internacional con la Selección de fútbol de Yugoslavia en 41 ocasiones y marcó tres goles.

### Participaciones en Copas del Mundo
| Mundial              | Sede    | Resultado        |
| -------------------- | ------- | ---------------- |
| Copa Mundial de 1998 | Francia | Octavos de final |

### Participaciones en Eurocopas
| Eurocopa      | Sede                   | Resultado        |
| ------------- | ---------------------- | ---------------- |
| Eurocopa 2000 | Bélgica · Países Bajos | Cuartos de final |

## Clubes
| Club               | País       | Año       |
| ------------------ | ---------- | --------- |
| FK Rad Belgrado    | Yugoslavia | 1990-1991 |
| Estrella Roja      | Yugoslavia | 1991-1992 |
| Sampdoria          | Italia     | 1992-1995 |
| Juventus           | Italia     | 1995-1997 |
| S. S. Lazio        | Italia     | 1997-1998 |
| Atlético de Madrid | España     | 1998-1999 |
| Inter de Milán     | Italia     | 1999-2001 |
| Monaco             | Francia    | 2001-2003 |
| Wacker Mödling     | Austria    | 2003-2004 |
| Rot Weiss Ahlen    | Alemania   | 2004-2005 |

## Palmarés

### Campeonatos nacionales
| Título              | Club            | País       | Año     |
| ------------------- | --------------- | ---------- | ------- |
| Primera Liga        | Estrella Roja   | Yugoslavia | 1989-90 |
| Primera Liga        | Estrella Roja   | Yugoslavia | 1990-91 |
| Primera Liga        | Estrella Roja   | Yugoslavia | 1991-92 |
| Copa de Italia      | U. C. Sampdoria | Italia     | 1993-94 |
| Supercopa de Italia | Juventus F. C.  | Italia     | 1995    |
| Serie A             | Juventus F. C.  | Italia     | 1996-97 |
| Copa de Italia      | S. S. Lazio     | Italia     | 1997-98 |

### Copas internacionales
| Título                | Club           | Sede    | Año     |
| --------------------- | -------------- | ------- | ------- |
| Copa de Europa        | Estrella Roja  | Bari    | 1990-91 |
| Copa Intercontinental | Estrella Roja  | Tokio   | 1991    |
| UEFA Champions League | Juventus F. C. | Roma    | 1995-96 |
| Supercopa de Europa   | Juventus F. C. | Palermo | 1996    |
| Copa Intercontinental | Juventus F. C. | Tokio   | 1996    |

### Distinciones individuales
| Distinción                                             | Año  |
| ------------------------------------------------------ | ---- |
| Elegido Hombre del partido en la Copa Intercontinental | 1991 |
| Máximo goleador de la Copa Intercontinental            | 1991 |